# Pedro Nuno
Pedro Nuno Fernandes Ferreira (ur. 13 stycznia 1995 w Buarcos) – portugalski piłkarz występujący na pozycji pomocnika lub napastnika.